# Schlacht auf der Kempener Heide
Koordinaten: 51° 17′ 49″ N, 6° 31′ 13″ O
Wallerfangen – Dömitz – Haselünne – Wittstock – Rheinfelden – Breisach – Wittenweiher – Vlotho – Ochsenfeld – Chemnitz – Bautzen – Freiberg – Riebelsdorfer Berg – Dorsten – Preßnitz – La Marfée – Wolfenbüttel – Kempener Heide – Schweidnitz – Breitenfeld – Tuttlingen – Freiburg – Philippsburg – Jüterbog –  Jankau – Herbsthausen – Alerheim – Brünn – Korneuburg – Totenhöhe – Hohentübingen –  Triebl – Zusmarshausen – Wevelinghoven – Dachau –  Prag

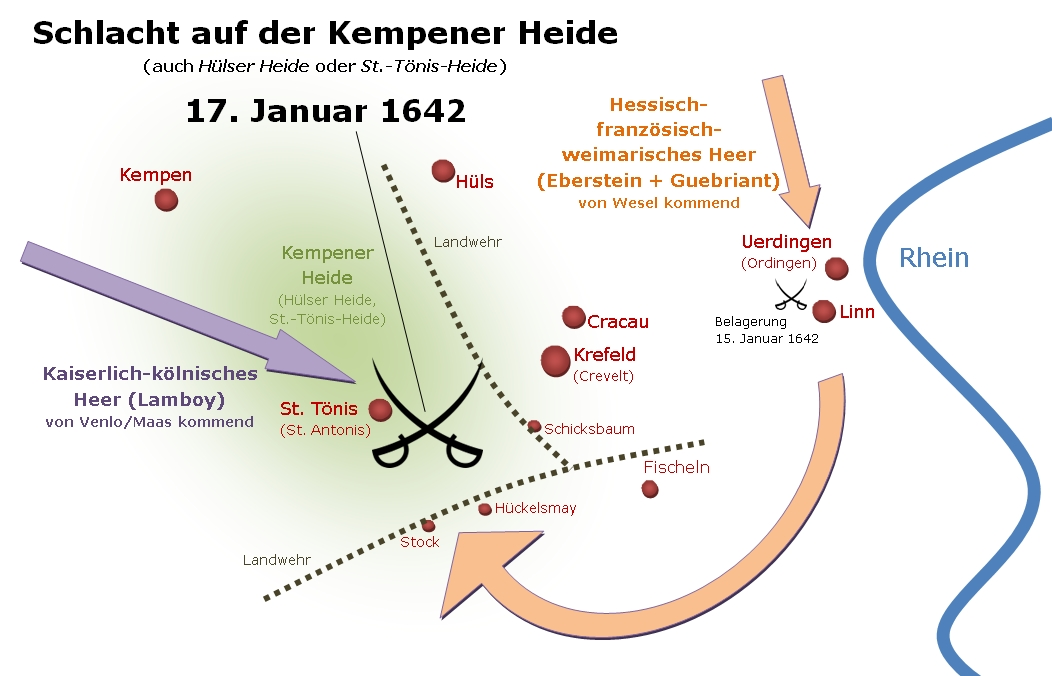
Anmarsch und Aufstellung der Gegner

Die Schlacht auf der Kempener Heide (auch Schlacht auf der Hülser Heide, St.-Tönis-Heide oder Schlacht an der Hückelsmay genannt) war eine Schlacht des Dreißigjährigen Krieges, die am 17. Januar 1642 zwischen katholischen (kaiserlichen und kurkölnischen) Truppen auf der einen und protestantischen (französischen, hessischen und weimarischen) Truppen auf der anderen Seite in der Heide zwischen Kempen, Hüls, Krefeld und St. Tönis am Niederrhein ausgetragen wurde. Das Gefecht endete mit einer vernichtenden Niederlage der kaiserlich-kölnischen Verteidiger; in der Folge fiel das nördliche Kurköln unter protestantische Besatzung.

## Hintergrund und Ausgangslage

### Protestantischer Einmarsch
In der Endphase des Dreißigjährigen Krieges, in Fortsetzung des „Hessenkrieges“, zogen auf Anweisung des französischen Königs Ludwig XIII. und dessen Berater Kardinal Richelieu protestantische Söldnertruppen von Norddeutschland nach Westen in Richtung Rheinland. Die Truppen bestanden zum einen aus einem französischen Heer unter dem Kommando des Generals Jean Baptiste Budes de Guébriant, welches durch Söldner aus der ehemaligen Armee Bernhards von Sachsen-Weimar unterstützt wurde. Den Franzosen folgte ein hessisches Korps in Diensten von Landgräfin Amalie von Hessen-Kassel unter Führung des Generals Kaspar Graf von Eberstein. Die hessischen und französisch-Weimaraner Truppen  hatten zuvor bereits in wechselnder Zusammensetzung in Norddeutschland bei der Belagerung von Dorsten (1641) und von Wolfenbüttel (1641) zusammen gekämpft. Nun sollten die Truppen die kaisertreuen katholischen Gebiete westlich des Rheines, insbesondere das Erzstift und Kurfürstentum Köln (Kurköln) sowie das Herzogtum Jülich-Berg, unter protestantische Kontrolle bringen.
Nach Weihnachten 1641 überquerten zuerst die französischen Truppen und die Weimaraner bei Wesel den Rhein und richteten auf kurkölnischem Gebiet am Niederrhein ihr Winterquartier ein. Kurz nach dem Jahreswechsel folgten die Hessen. Die protestantischen Truppen vereinigten sich am linken Rheinufer zu einem gemeinsamen Heer mit insgesamt etwa 9000 Mann Stärke und überfielen am 14. Januar 1642 gemeinsam die kurkölnische Stadt Uerdingen östlich von Krefeld, die nach drei Tagen des Widerstandes eingenommen wurde. Am 15. Januar wurde auch das benachbarte Linn eingeschlossen und die Burg Linn belagert.

### Kaiserisch-kölnische Reaktion
Als Reaktion auf den französischen Einmarsch hatte der kölnische Kurfürst Ferdinand den deutschen Kaiser Ferdinand um Unterstützung gebeten. Der Kaiser befahl eilig einem seiner Heere, das unter Führung des Generals Guillaume de Lamboy in den Niederlanden gekämpft hatte, zur Verteidigung ins Rheinland zu kommen. Das kaiserliche Heer, bestehend aus 8000 bis 9000 Mann, überquerte bei Venlo die Maas und traf Anfang Januar 1642 bei Kempen auf kurkölnischem Territorium ein.
Zusätzlich zum Heer von Lamboy hatte der Kaiser ein zweites Heer mit etwa 7000 Mann unter Führung des Feldherren Melchior von Hatzfeldt herbeibefohlen, welches südlich von Bonn nahe Andernach stand. Auch 3000 verbündete spanische Soldaten, die nahe Venlo lagerten, erhielten vom Kaiser die Order, Lamboy bei Bedarf zur Hilfe zu kommen. Der kölnische Kurfürst Ferdinand wies Lamboy an, sich auf keine Schlacht einzulassen, bevor nicht die angeforderte Verstärkung eingetroffen sei, so dass das kaiserlich-kölnische Heer zahlenmäßig in der Übermacht wäre. Lamboy richtete daraufhin eine befestigte Stellung auf der Hülser Heide zwischen Sankt Tönis und Hüls ein, wo bereits eine Grenzsicherungsanlage, eine sogenannte Landwehr die Verteidigung erleichterte. Dort erwartete er die Ankunft von Hatzfeldt.

### Lage des Schlachtfeldes
Im Westen und Nordwesten von Krefeld erstreckte sich zum Zeitpunkt der Schlacht eine weite Heidelandschaft, die im Norden bis nach Hüls, im Nordwesten bis nach Kempen und im Westen bis hinter St. Tönis reichte. Diese Landschaft wurde Kempe(ne)r Heide, Hülser Heide, Sankt-Tönis-Heide (Sankt-Antonis-Heide, kurz Tönisheide) oder schlicht Die Heide genannt.
Durch die östliche Heide verlief die Kempener Landwehr, eine alte Grenzbefestigung zwischen der ehemals zur Grafschaft Moers gehörigen Herrlichkeit Krefeld im Osten und der zum Amt Kempen gehörigen „Kleinen Honschaft“ mit St. Tönis darin im Westen. Südwestlich von Krefeld traf die Kempener Landwehr auf eine zweite Landwehr, die in Ost-West-Richtung von Linn bis zur Niers bei Süchteln verlief und das Amt Kempen und die Herrlichkeit Krefeld im Norden vom Amt Linn im Süden trennte. Diese Südliche Landwehr lief im Bereich des heutigen Krefelder Forstwaldes durch die Heide südlich an St. Tönis vorbei.

Die Landwehren, von denen heute nur noch wenige Überreste erhalten sind (u. a. im Krefelder Forstwald nahe der Siedlung Holterhöfe, heute ein Bodendenkmal), bestanden damals aus jeweils drei Gräben und zwei Wällen, die mit dichten Sträuchern bewachsen waren. Die derart befestigte Grenze war deshalb von schweren, berittenen Truppen oder Gespannen kaum zu durchdringen und nur an einigen durch Schlagbäume kontrollierten Durchgängen passierbar. Schlagbäume existierten im südlichen Abschnitt unter anderem an der Hückelsmay und am Stock.

Reste der Landwehr in Krefeld-Forstwald (5. Oktober 2018)
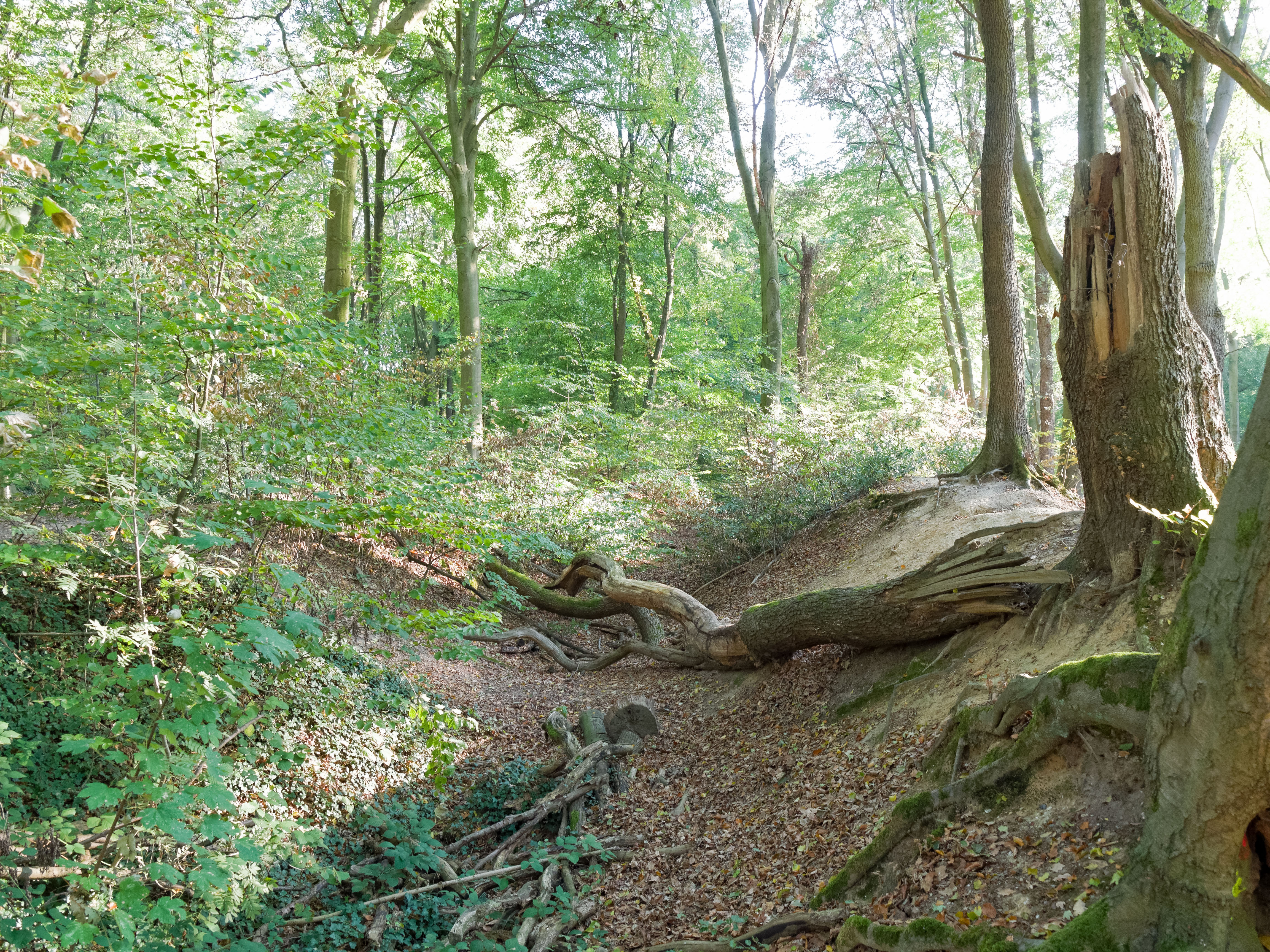
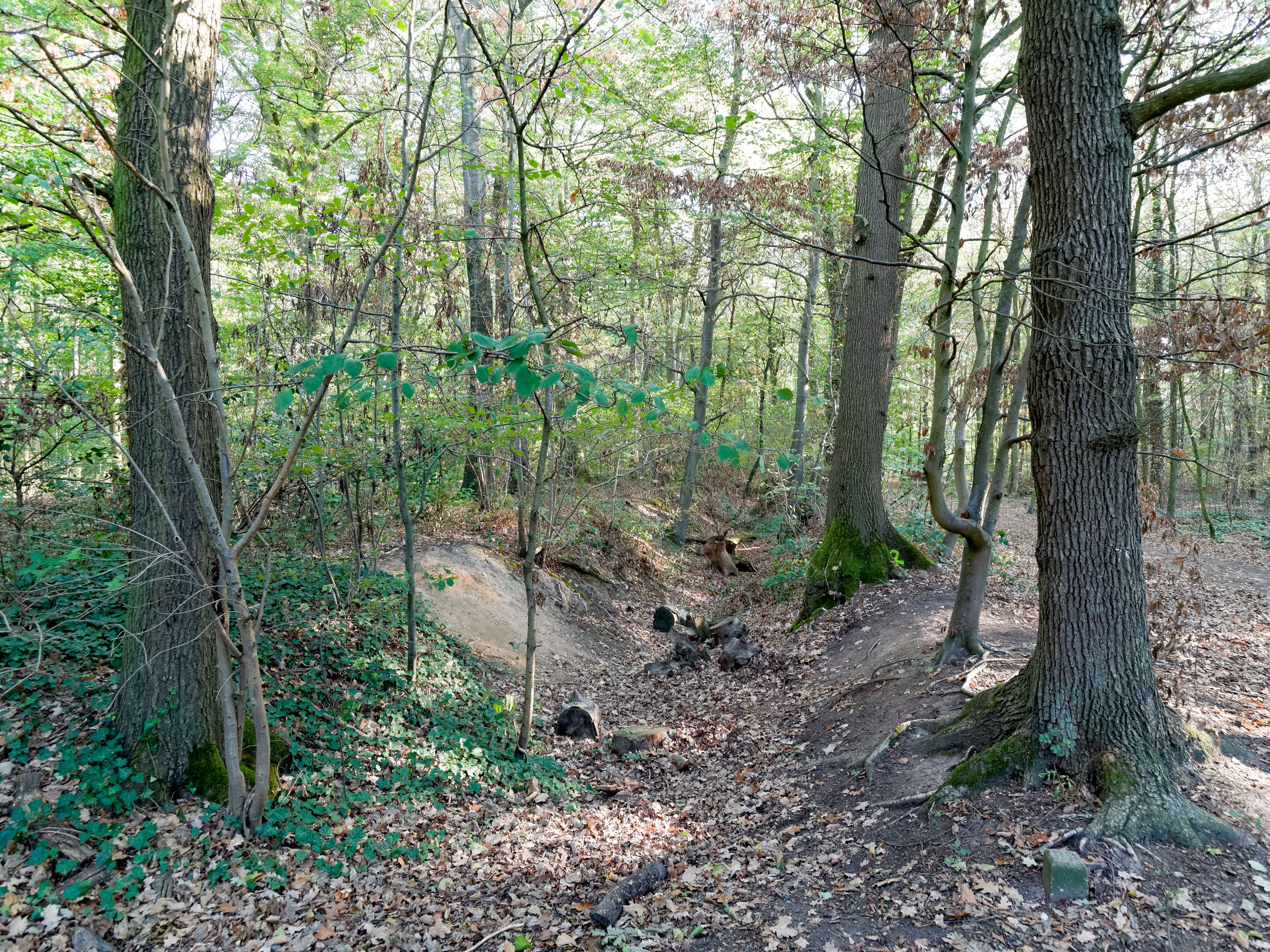
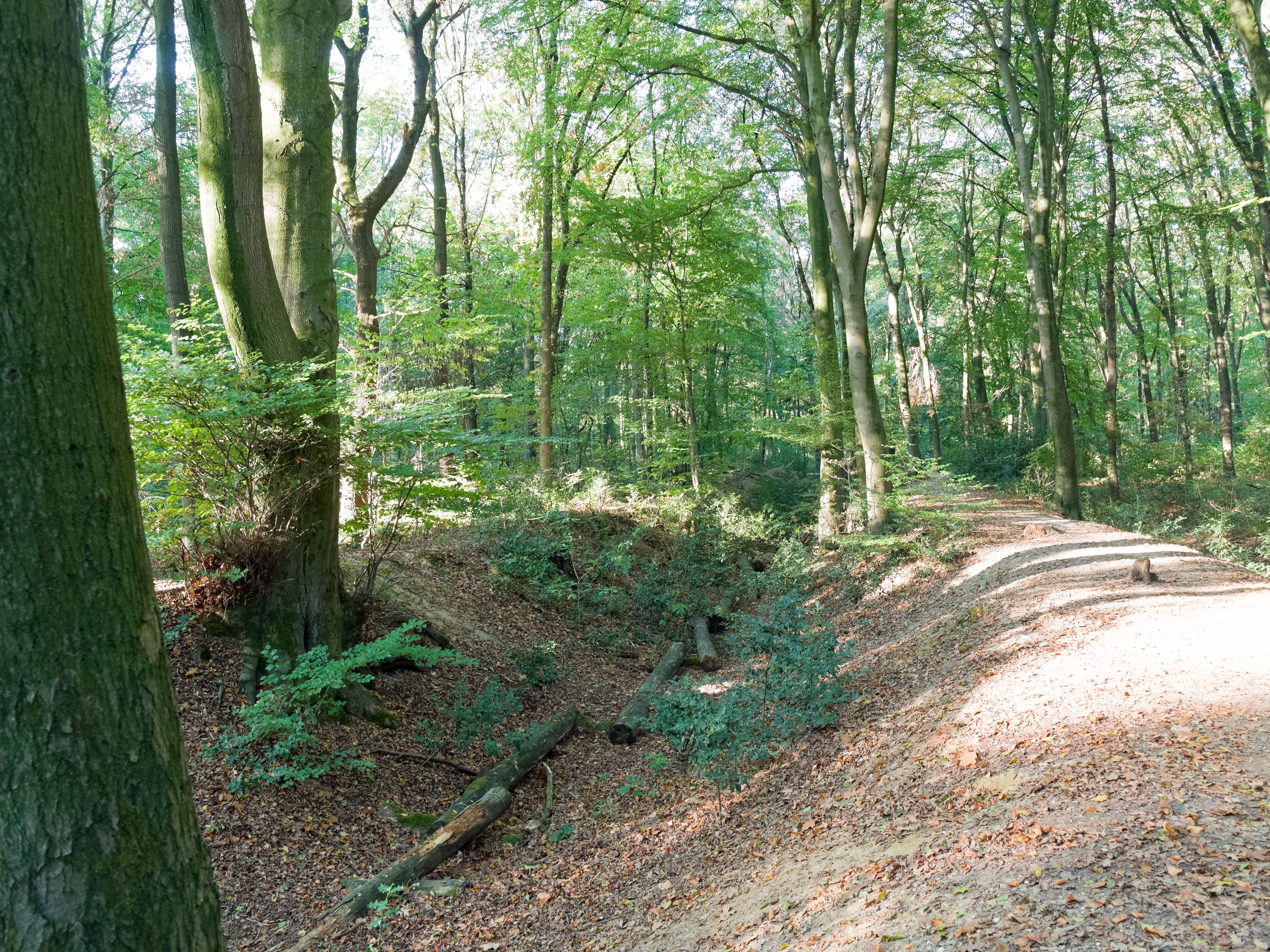

## Verlauf der Schlacht
Da seine Truppen durch die Landwehr gut gedeckt waren, wähnte sich Lamboy in einer sicheren Lage und erwartete ruhig die Ankunft der Hatzfeldt'schen Unterstützung, bevor er gegen das protestantische Heer in die Schlacht ziehen wollte. Um den Vorteil der noch bestehenden Überzahl auszunutzen und der kaiserlichen Verstärkung zuvorzukommen, entschieden sich die Protestanten, nach der Eroberung von Uerdingen umgehend einen Überraschungsangriff gegen Lamboy auszuführen. Man zog nachts in einem Bogen südlich um Krefeld herum und attackierte am Morgen des 17. Januars die kaiserlichen Verteidigungsstellungen an der südlichen Landwehr.
Lamboy war offenbar auf die Schnelligkeit des protestantischen Angriffs nicht vorbereitet. Als die hessische Vorhut unter Führung von Reinhold von Rosen den ersten Angriff auf die Landwehr ausführte, lagerte der Hauptteil der katholischen Truppen noch in einiger Entfernung im Quartier. Die wenigen Truppen, die die Landwehr bewachten, konnten trotz der vorteilhaften Verteidigungsstellung und trotz eilig zur Hilfe gesandter Reiterei den Ansturm nur bremsen, aber nicht aufhalten. Zwar wurde der Angriff der Vorhut noch abgewehrt, bevor das kaiserliche Heer aber in voller Schlachtaufstellung zur Verteidigung bereit war, hatten die protestantischen Truppen einen zweiten Angriff in ganzer Stärke ausgeführt und waren an zwei Stellen, an den Schlagbäumen bei der Hückelsmay und am Stockhof, durchgebrochen. Die Durchgänge wurden mit Schaufeln und Hacken verbreitert, so dass das gesamte protestantische Heer schnell hindurchmarschieren konnte.
Es folgte die eigentliche Schlacht auf der Heide. Hierbei waren die katholischen Truppen nun im Nachteil wegen des Überraschungseffektes und da sie den Großteil ihrer Kanonen, die zur Verteidigung direkt an der Landwehr platziert waren, bereits an die Protestanten verloren hatten. Im weiteren Verlauf der Schlacht erlitt die katholische Allianz deshalb hohe Verluste. 2500 katholische Soldaten fielen auf dem Schlachtfeld, 300 weitere Dragoner wurden auf der Flucht von der hessischen Kavallerie getötet. 3000 Soldaten, darunter niedere Offiziere, Oberst Johann von Eppe, Generalwachtmeister Kaspar von Mercy sowie Lamboy selbst, wurden gefangen genommen. Die protestantischen Truppen erbeuteten außerdem die gesamte Ausrüstung, darunter sechs schwere 10-Pfünder-Kanonen, sowie das Gepäck der Allianztruppen.
Der flüchtende Rest des katholischen Heeres, bestehend aus etwa 2000 Reitern, wurde bei Zülpich von Reinhold von Rosen gestellt, von wo aus es unter weiteren hohen Verlusten bis nach Münstereifel gejagt wurde. Die kaiserliche Entsatzarmee unter Feldmarschall Graf Hatzfeldt konnte bei Düren nur noch Bruchteile von Lamboys Heer aufnehmen.

## Folgen
Am Tag nach ihrem Überraschungssieg besetzten die Protestanten zuerst das vorherige katholische Hauptquartier in St. Tönis, von wo aus Eberstein auch Bericht an Landgräfin Amalie erstattete. Anschließend wurde die Belagerung von Burg Linn fortgesetzt und auch Burg Oedt angegriffen und eingenommen.
Da der kaiserliche und kurkölnische Widerstand durch die vernichtende Niederlage gebrochen war, konnten die verbündeten französisch-weimarischen und hessischen Kontingente in den folgenden Wochen und Monaten das gesamte nördliche Erftland überrennen und besetzen. Nach St. Tönis und Linn wurden noch zahlreiche andere Städte, Festungen, Klöster und Dörfer überfallen, belagert, ausgeplündert und verwüstet, darunter die Städte Kempen, Neuss, Dormagen, Lechenich, dessen Schloss sie nicht einnehmen konnten. Im Mai wurde Hatzfeldt durch bayerische Truppen unter Joachim Christian von der Wahl verstärkt und konnte den französisch-hessischen Vormarsch eindämmen. Nach dem Entsatz von Lechenich zogen die Kaiserlichen und Bayern nach Zons und blieben den Sommer über bis auf Kavallerieüberfälle durch Johann von Werth meist untätig, während sich Franzosen und Hessen bei Uerdingen verschanzten.
In den Folgemonaten und -jahren, selbst über das Kriegsende durch den Westfälischen Frieden von 1648 hinaus, hatte die Region Niederrhein massiv unter der Besatzung durch einquartierte Söldner zu leiden. Diese Zeiten sind in der Region als die „Hessenjahre“ oder der Hessenkrieg bekannt und berüchtigt.